# Jean Louis Gobbaerts
Jean Louis Gobbaerts (Antwerpen, 23 september 1835 – Sint-Gillis, 28 april 1886) was een Belgisch componist en pianist.
Hij is zoon van Anna Catherine Huybrechts en later erkend door Mathieu Dieudonné Gobbaerts. Hij trouwde zelf met Nathalie De Buller.
Hij kreeg zijn muziekopleiding aan het Brussels Conservatorium. Al op veertienjarige leeftijd kreeg hij een onderscheiding voor een van zijn composities. Hij werkte als concertpianist vanuit Brussel, waar hij ook lesgaf. Hij was gespecialiseerd in het romantische repertoire.
Van zijn hand zijn ongeveer 200 composities bekend waarbij hij gebruik maakte van pseudoniemen Streabbog (naamomkering), Ludovic en Lévy. De meeste werken waren geschreven als salonstukken, ook geschikt voor jonge pianisten. Hij bediende zich daarbij van “oude” stromingen als gavottes, quadrilles, walsen etc.. Daarbij schreef hij ook voor piano vierhandig en zeshandig.
Zijn belangrijkste bijdrage aan de klassieke muziek is van een andere orde. Een nog jonge Dmitri Sjostakovitsj leerde een van zijn werkjes kennen en koos voor de muziek.
- Bibsys: 14047040
- Biblioteca Nacional de España: XX1694440
- Bibliothèque nationale de France: cb14818710g (data)
- Catàleg d'autoritats de noms i títols de Catalunya: 981060175841206706
- Gemeinsame Normdatei: 131629026
- International Standard Name Identifier: 0000 0001 0830 3186
- Library of Congress Control Number: no95022742
- Nationale Bibliotheek van Letland: 000262511
- MusicBrainz: d764b101-268d-41cb-98bd-44f37a7ed1b1
- Nationale Bibliotheek van Tsjechië: xx0173809
- Nationale Bibliotheek van Israël: 987007404927105171
- Nederlandse Thesaurus van Auteursnamen: 297027328
- Réseau des bibliothèques de Suisse occidentale: 02-A006562672
- Istituto Centrale per il Catalogo Unico: CUBV077552
- SNAC: w65r6xt5
- Système universitaire de documentation: 126076863
- Virtual International Authority File: 34040517
- WorldCat: E39PBJwmX3W48BJ7CQfW4KdxXd